# 王思誠 (明朝)
王思誠（？年—？年），號明室，山东济南府蒲台县人。明末政治人物。

## 生平
祖父王尔彦，隆庆庚午科舉人，任睢州训导，升大名县知县。
天啓元年（1621年）辛酉科山东乡试舉人，崇祯元年（1628年）戊辰科会试三百二十四名，未殿试，崇祯四年（1631年）辛未科三甲进士。大理寺观政，五年授大同府推官。

## 延伸阅读
[在维基数据编辑]